# Bretocino
Bretocino település Spanyolországban,  Zamora tartományban. Bretocino Moreruela de Tábara, Faramontanos de Tábara, Burganes de Valverde, Milles de la Polvorosa és Bretó községekkel határos. Lakosainak száma 195 fő (2024).

## Népesség
A település népessége az utóbbi években az alábbiak szerint változott:
| Lakosok száma | 321  | 297  | 289  | 259  | 253  | 248  | 232  | 213  | 201  | 195  |
|               | 2001 | 2004 | 2007 | 2009 | 2012 | 2014 | 2017 | 2019 | 2022 | 2024 |